# Campeonato Europeo de Halterofilia de 2018
El XCVII Campeonato Europeo de Halterofilia se celebró en Bucarest (Rumanía) entre el 26 de marzo y el 1 de abril de 2018 bajo la organización de la Federación Europea de Halterofilia (EWF) y la Federación Rumana de Halterofilia.
Las competiciones se realizaron en el Complejo Olímpico Sydney 2000 de la capital rumana.

## Medallistas

### Masculino
1. 1 2 3  Arrancada (kg) + dos tiempos (kg) = total olímpico (kg).

### Femenino
| Evento         | Oro                                                 | Plata                                         | Bronce                                         |
| -------------- | --------------------------------------------------- | --------------------------------------------- | ---------------------------------------------- |
| 48 kg (26.03)  | Elena Andrieș · Rumania · 79 + 100 = 179            | Anaïs Michel Francia 78 + 96 = 174            | Daniela Pandova Bulgaria 71 + 94 = 165         |
| 53 kg (27.03)  | Joanna Łochowska · Polonia · 88 + 108 = 196         | Jennifer Lombardo · Italia · 84 + 107 = 191   | Giorgia Russo · Italia · 80 + 106 = 186        |
| 58 kg (28.03)  | Rebeka Koha Letonia 100 + 120 = 220                 | Angelica Roos · Suecia · 85 + 106 = 191       | Andreea Penciu · Rumania · 88 + 102 = 190      |
| 63 kg (29.03)  | Loredana Toma · Rumania · 105 +131 = 236            | Irina Lepșa · Rumania · 97 + 122 = 219        | Anni Vuohijoki · Finlandia · 91 + 112 = 203    |
| 69 kg (30.03)  | Patricia Strenius · Suecia · 99 + 131 = 230         | Giorgia Bordignon · Italia · 102 + 122 = 224  | Patrycja Piechowiak · Polonia · 98 + 117 = 215 |
| 75 kg (31.03)  | Lidia Valentín · España · 115 + 135 = 250           | Gaëlle Nayo-Ketchanke Francia 103 + 131 = 234 | Meri Ilmarinen · Finlandia · 100 + 123 = 223   |
| 90 kg (31.03)  | Anastasiya Hotfrid Georgia 124 + 132 = 256          | Sarah Fischer · Austria · 101 + 125 = 226     | Kinga Kaczmarczyk · Polonia · 96 + 129 = 225   |
| +90 kg (01.04) | Aleksandra Mierzejewska · Polonia · 103 + 134 = 237 | Krisztina Magát · Hungría · 104 + 132 = 236   | Andreea Aanei · Rumania · 102 + 120 = 222      |

1. 1 2 3  Arrancada (kg) + dos tiempos (kg) = total olímpico (kg).

## Medallero
| Núm. | País            | Oro | Plata | Bronce | Total |
| ---- | --------------- | --- | ----- | ------ | ----- |
| 1    | Georgia         | 4   | 0     | 0      | 4     |
| 2    | Rumania         | 3   | 2     | 4      | 9     |
| 3    | Polonia         | 3   | 1     | 3      | 7     |
| 4    | España          | 2   | 0     | 2      | 4     |
| 5    | Alemania        | 1   | 1     | 0      | 2     |
| 5    | Suecia          | 1   | 1     | 0      | 2     |
| 7    | Albania         | 1   | 0     | 0      | 1     |
| 7    | Letonia         | 1   | 0     | 0      | 1     |
| 9    | Italia          | 0   | 3     | 1      | 4     |
| 10   | Bulgaria        | 0   | 2     | 1      | 3     |
| 10   | Francia         | 0   | 2     | 1      | 3     |
| 12   | Austria         | 0   | 1     | 1      | 2     |
| 12   | Hungría         | 0   | 1     | 1      | 2     |
| 14   | Lituania        | 0   | 1     | 0      | 1     |
| 14   | República Checa | 0   | 1     | 0      | 1     |
| 16   | Finlandia       | 0   | 0     | 2      | 2     |
|      | TOTAL           | 16  | 16    | 16     | 48    |